# Eréndira Derbez
Eréndira Derbez Campos (Ciudad de México, 1991) es una Ilustradora, escritora e historiadora del arte mexicana. En 2020 ganó la categoría juvenil del Premio García Cubas.

## Biografía
Estudió Historia del Arte en la Universidad Iberoamericana. Aborda la temática de género, arte y política y, de forma paralela, hace ilustración para el estudio de diseño Plumbago en el que ha trabajado con distintas editoriales, empresas, oenegés y medios impresos.
Cofundadora del Estudio Plumbago de diseño e ilustración que se enfoca en la divulgación de derechos humanos, cultura y ciencia con herramientas de diseño, en el que han trabajado para organizaciones internacionales y nacionales y se han encargado de carteles para distintas manifestaciones, por ejemplo la Cruzada Rosa: carteles con cruces rosas con la leyenda #NiUnaMenos se colocaron en noviembre de 2019 en diferentes ciudades de México para exigir un alto a los feminicidios.
Ha hecho colaboraciones para distintos medios y editoriales como Paraíso Perdido, Penguin Random House, Secretaría de Cultura.  Es articulista y colaboradora de Este País, Animal Político, Ibero 90.9, Más de 131, Sopitas entre otros.
Junto con Claudia de la Garza escribió No son Micro, machismos cotidianos, un libro que habla sobre actitudes y expresiones machistas que se viven diario, desde la niñez hasta la etapa adulta, el cual ha sido reconocido y presentado en diversos foros como: la 41º Feria Internacional del Libro de la UNAM, Universidad Ibero, .
Formó parte del colectivo Más de 131 durante el Movimiento estudiantil #YoSoy132.

## Vida personal
Es una persona en el espectro autista y en distintas ocasiones ha hablado públicamente en entrevistas y en TEDx sobre neurodivergencias y de la importancia de tratar estos temas sin tabúes. 
Es hermana de Jonás, el front man de la banda de rock alternativo en la Ciudad de México Diles que no me maten.

## Publicaciones
- No son micro. Machismos cotidianos (Grijalbo, 2020).
- Mapas corporales. Historias, relatos y conceptos que nos atraviesan (Lumen, 2023).
- Inés Amor y los primeros años de la Galería de Arte Mexicano  (Bonilla Artigas, 2024).

## Reconocimientos
- 2022. Premio Miguel Covarrubias (Museografía e Investigación de Museos). Una mujer clave para el arte en México. Inés Amor y la Galería de Arte Mexicano (1935-1945).
- 2020. Categoría juvenil del Premio García Cuba
- 2020. IBERO Y FICSAC. Investigación con Sello IBERO basada en buscar justicia social[11]